# Filippa Suenson
Filippa Suenson (født 16. april 1986) er en dansk skuespiller, der har medvirket i flere teaterstykker og medvirket i den 7. sæson af Live fra Bremen.

## Udvalgt filmografi
- Rita (tv-serie, 2012-13) – Nina
- Idealisten (2015) – Eva, journalist
- Comeback (2015) – Lina
- Undtagelsen (2019)

## Teater
- Teater Grob – Håndbog i Overlevelse (2006/2007)
- Skuespillerskolen ved Aarhus Teater – Fit-Inn – devisingforestilling (2008)
- Aarhus Teater – Det Gyldne Kompas 2 (2009)
- Aarhus Teater – Tyve (2010)
- Aarhus Teater og Folketeatret – Be Kind if I'm a Mess – teaterkoncert (2011)
- Nationalmuseet og Frilandsmuseet – Nøddebo Præstegård (2011)
- Teatret Svalegangen, Teater Nordkraft og Team Teatret – Maestro (2012)
- Teater V - Sketch Sjov (2013)
- Tivoli - "Hairspray" (2016)